# Pneumocystis
Pneumocystis P. Delanoë & Delanoë – rodzaj grzybów z klasy Pneumocystidomycetes.

## Systematyka i nazewnictwo
Pozycja w klasyfikacji według Index Fungorum: Pneumocystidaceae, Pneumocystidales, Pneumocystidomycetidae, Pneumocystidomycetes, Taphrinomycotina, Ascomycota, Fungi.
Według aktualizowanej klasyfikacji Index Fungorum bazującej na Dictionary of the Fungi rodzaj Pneumocystis jest jedynym rodzajem klasy Pneumocystidomycetes. Należy do monotypowej rodziny i do monotypowego rzędu.
Gatunki:
- Pneumocystis carinii P. Delanoë & Delanoë 1912,
- Pneumocystis hominis Kassur, Dobrzanska & Rowecka 1998
- Pneumocystis humana E.O. Erikss. 1994
- Pneumocystis jirovecii Frenkel 1976
- Pneumocystis murina Keely, J.M. Fisch., Cushion & Stringer 2004
- Pneumocystis oryctolagi Dei-Cas, Chabé, Moukhlis, Durand-Joly, Aliouat, Stringer, Cushion, C. Noël, de Hoog, J. Guillot & Viscogl. 2006
- Pneumocystis wakefieldiae Cushion, Keely & Stringer 2005

Wykaz gatunków i nazwy naukowe na podstawie Index Fungorum.